# Larsen Bay
Larsen Bay es una ciudad ubicada en el borough de Isla Kodiak en el estado estadounidense de Alaska. En el Censo de 2010 tenía una población de 87 habitantes y una densidad poblacional de 4,42 personas por km².

## Geografía
Larsen Bay se encuentra en las coordenadas 57°32′24″N 153°58′43″O / 57.54000, -153.97861. Según la Oficina del Censo de los Estados Unidos, Larsen Bay tiene una superficie total de 19.68 km², de la cual 13.96 km² corresponden a tierra firme y (29.08%) 5.72 km² es agua.

## Demografía
Según el censo de 2010, había 87 personas residiendo en Larsen Bay. La densidad de población era de 4,42 hab./km². De los 87 habitantes, Larsen Bay estaba compuesto por el 24.14% blancos, el 0% eran afroamericanos, el 71.26% eran amerindios, el 0% eran asiáticos, el 0% eran isleños del Pacífico, el 0% eran de otras razas y el 4.6% pertenecían a dos o más razas. Del total de la población el 0% eran hispanos o latinos de cualquier raza.

## Localidades adyacentes
El siguiente diagrama muestra a las localidades más próximas a Larsen Bay.